# Trolejbusy w Sinŭiju
Trolejbusy w Sinŭiju – system trolejbusowy w północnokoreańskim mieście Sinŭiju, stolicy prowincji P’yŏngan Północny.

## Historia
System trolejbusowy oddano do użytku około 1978 r. Początkowo istniała tylko jedna, okrężna trasa w centrum miasta. Pod koniec lat 80. XX w. otwarto linię podmiejską do Rag’wŏn. Na przełomie lat 2006 i 2007 rozebrano linię podmiejską i zawieszono kursowanie trolejbusów na pozostałych odcinkach. W 2011 r. wznowiono ruch na okrężnej trasie w centrum miasta, a w 2018 r. ponownie zawieszono. Trolejbusy powróciły na ulice miasta w październiku 2019 r.